# Germán Pacheco
Germán Ezequiel Pacheco (Morón, Buenos Aires, Argentina, 19 de mayo de 1991) es un futbolista argentino nacionalizado español, juega como extremo izquierdo y su equipo actual es el Bentín Tacna Heroica de la Liga 2 de Perú. Es hijo de Óscar Pacheco.

## Trayectoria

### Divisiones Menores

#### Vélez Sarsfield y Atlético de Madrid
Se formó en las categorías inferiores del Club Atlético Vélez Sarsfield. A los 15 años se marchó a España por temas familiares.
Tras serle aplicada la patria potestad, emigra a España para fichar por el Club Atlético de Madrid Juvenil.

### Futbolista profesional

#### Rayo Vallecano
Tras tres temporadas jugando en el filial rojiblanca, a comienzos de la temporada 2009/10, es cedido al Rayo Vallecano de la Segunda División de España donde registró un gol en once encuentros. En enero de 2010 regresa de su cesión para continuar jugando en el Atlético de Madrid.

#### Atlético de Madrid B
Concluida su cesión, estuvo considerado en el plantel principal del Atlético, pero no logró jugar ningún partido oficial; a mitad de la temporada 2010. Sin embargo tuvo la oportunidad de entrenar con David de Gea y Koke. Llegó también a debutar en el primer equipo siendo buen amigo de sus compatriotas Éver Banega y Sergio Agüero.

#### Independiente
En junio de 2010 llega a la Argentina para incorporarse al Club Atlético Independiente a préstamo por un año con opción de compra. Con el ‘Rey de Copas’, jugó once encuentros y anotó un gol. Jugó también la Copa Sudamericana 2010, posteriormente saliendo campeón de este torneo.

#### Gimnasia y Esgrima
Después de un semestre no tan bueno, rescindió su contrato con Independiente para sumarse al Club de Gimnasia y Esgrima La Plata a pedido de Ángel Cappa, donde casi no fue tenido en cuenta y jugó muy pocos partidos.

#### Karpaty Lviv
En junio de 2011 se desvincula del Atlético de Madrid y el 12 de julio ficha por el FK Karpaty Lviv por cuatro temporadas. Según palabras del jugador fue una las peores decisiones llegar a Ucrania debido a la crisis institucional del club y monetario. A final de temporada el club casi desciende.

#### Unión Comercio
El 27 de enero es confirmado como último refuerzo del Unión Comercio de Perú de cara al Campeonato Descentralizado 2012 y la Copa Sudamericana 2012 (donde fue eliminado en primera ronda). Aquel año jugó 38 partidos y anotó 9 goles siendo la figura del equipo junto a Daniel Chávez.

#### Juan Aurich y paso por Córdoba
Al año siguiente, fichó por el Juan Aurich, en donde tuvo un buen rendimiento, lo que le permitió a mediados de dicho año firmar por el Córdoba de España aunque volvió al Juan Aurich con el cual se consagró campeón del Torneo Apertura 2014. Pacheco se quedaría hasta el final de la temporada 2015 en el conjunto Chiclayano.

#### Alianza Lima
Llega al club "victoriano"
donde es Campeón con Alianza Lima en la temporada 2017 de la Primera División del Perú anota su primer gol en el Clásico peruano contra Club Universitario de Deportes. Acabaría la temporada anotando 8 goles en 30 partidos siendo pieza fundamental en la obtención de la Liga.

#### Fortaleza
Firma por todo el 2018 con el Fortaleza de Brasil donde solo juega 2 partidos. A mitad de año acabaría dejando el club.

#### Royal Pari FC
El 7 de julio firma contrato con el elenco boliviano por un año tras desligarse del Fortaleza de Brasil. Debutó en la victoria ante el Sport Boys Warnes con un marcador de 3-0.

#### Universidad César Vallejo
El 29 de diciembre del 2018 vuelve a Perú  fichando  por la Universidad César Vallejo por todo el 2019. Debutó en la derrota ante  Deportivo Binacional por 1-0. En la segunda fecha convierte su primer gol en la temporada 2019 al Sport Huancayo en el minuto 17. En la Tercera fecha Pedro Gallese de Alianza Lima, le ataja un penal.

### Liga de Portoviejo
En el 2020 es contratado por Liga de Portoviejo de Ecuador.

## Selección nacional

### Selección argentina sub-21
Fue convocado por Sergio Batista para participar del Torneo Esperanzas de Toulon de 2009. donde logró el tercer lugar.

## Clubes
| Club                      | País      | Año           |
| ------------------------- | --------- | ------------- |
| Rayo Vallecano            | España    | 2009          |
| Atlético de Madrid "B"    | España    | 2010          |
| Independiente             | Argentina | 2010          |
| Gimnasia y Esgrima (LP)   | Argentina | 2011          |
| FK Karpaty Lviv           | Ucrania   | 2011          |
| Unión Comercio            | Perú      | 2012          |
| Juan Aurich               | Perú      | 2013          |
| Córdoba CF                | España    | 2013          |
| Juan Aurich               | Perú      | 2014-2015     |
| Pahang FA                 | Malasia   | 2016          |
| Ratchaburi F.C.           | Tailandia | 2016          |
| Alianza Lima              | Perú      | 2017          |
| Fortaleza E. C.           | Brasil    | 2018          |
| Royal Pari                | Bolivia   | 2018          |
| Universidad César Vallejo | Perú      | 2019          |
| Liga de Portoviejo        | Ecuador   | 2020          |
| Alianza Universidad       | Perú      | 2020          |
| Morón                     | Argentina | 2021          |
| Atlético Grau             | Perú      | 2021          |
| U.D.Lanzarote             | España    | 2021 - 2022   |
| Los Chankas               | Perú      | 2022 - 2023   |
| Chacaritas FC             | Ecuador   | 2024          |
| Bentín Tacna Heroica      | Perú      | 2025-presente |

## Palmarés

### Campeonatos nacionales
| Título                    | Club          | País | Año  |
| ------------------------- | ------------- | ---- | ---- |
| Primera División del Perú | Alianza Lima  | Perú | 2017 |
| Liga 2                    | Atlético Grau | Perú | 2021 |

### Torneos cortos
| Título          | Club         | País | Año  |
| --------------- | ------------ | ---- | ---- |
| Torneo Apertura | Juan Aurich  | Perú | 2014 |
| Torneo Apertura | Alianza Lima | Perú | 2017 |
| Torneo Clausura | Alianza Lima | Perú | 2017 |

#### Copas internacionales
| Título            | Club          | País      | Año  |
| ----------------- | ------------- | --------- | ---- |
| Copa Sudamericana | Independiente | Argentina | 2010 |

### Distinciones individuales
| Distinción                                                                                 | Año  |
| ------------------------------------------------------------------------------------------ | ---- |
| Incluido en el equipo ideal del Torneo del Inca según el portal periodístico DeChalaca.com | 2014 |
| Incluido en el equipo ideal del Torneo Apertura de Perú según DeChalaca.com                | 2014 |
| Preseleccionado como volante en el mejor once de la Liga 2 según la SAFAP                  | 2021 |